# Антуан Валуа-Фортьє
Антуан Валуа-Фортьє  (англ. Antoine Valois-Fortier, 13 березня 1990) — канадський дзюдоїст, олімпійський медаліст.

## Виступи на Олімпіадах
| Олімпіада   | Дисципліна             | Місце |
| ----------- | ---------------------- | ----- |
| Лондон 2012 | напівсередня категорія | 3     |
| Ріо 2016    | напівсередня категорія | 7     |

## Зовнішні посилання
- Досьє на sport.references.com [Архівовано 7 лютого 2013 у Wayback Machine.]